# Andrej Šuster
Andej Šuster-Drabósnjak, ljudski dramatik, pesnik in bukovnik, * 6. maj 1768, Drabosinje (Drabosenig) pri Kostanjah na Koroškem, † 22. december 1825, Umbar (Umberg), Koroška.

## Življenje
Andrej Šuster je bil sin kmetice Magdalene in kmeta Petra in je bil med tremi sestrami in dvema bratoma najmlajši. O njegovi mladosti vemo zelo malo. Ni znano ali je obiskoval šolo. Po smrti cesarice Marije Terezije je bila na Koroškem ustanovljena ljudska šola in Jožef II. je vpeljal obvezno šolanje za dečke v starosti od 6 do 12 let. Takrat pa je bil Šuster star že 12 let. Možno je tudi, da je obiskoval nemško šolo v Vrbi. Živel je ob narodnostni meji in se je dobro naučil obeh jezikov, zato je lahko prevajal tudi težja besedila. Ko je bil star 25 let, je prevzel domačo kmetijo in se 23. septembra 1793 poročil z Nežo Weiss; rodilo se jima je enajst otrok. Šuster, ki se je kmetovanju le delno posvečal, si je pomagal s tiskom in razpečavanjem svojih in tujih knjig, jih razvažal in prodajal. Na kmetiji je imel preprosto tiskarno, kjer je tiskal svoja dela. Večji del se jih je ohranilo v rokopisih. Iz neznanih vzrokov so mu na ovadbo prijatelja vso zalogo zaplenili. Šusterja so menda tudi zaprli. Ob koncu življenja si ni več opomogel iz denarnih težav. Še pred 1824 so mu zlicitirali Drabosnjakovino, vdajal se je tudi pijači, a se je rešil. Šuster se je ukvarjal s poslikavami panjev (panjskih končnic) in bil je tudi urar – samouk. Po življenjskem polomu je iskal tolažbe v branju Sv. pisma, premišljevanju Kristusovega trpljenja in Marijine žalosti. Umrl je kot podnajemnik pri svojem poročenem prvorojencu Gregorju.
Šuster je med koroškimi Slovenci prirejal predstave s svojo igralsko skupino, vnemal smisel za igranje in med rojaki budil narodno zavest. Prebiral je, kar mu je prišlo v roke, med drugim tudi naše protestante, pisati pa je začel vsaj že leta 1793. Šusterjeva dramska besedila so se pogosto uprizarjala in tako po A. T. Linhartu ohranjala kontinuiteto slovenskega gledališča.
Šuster je bil menda srednje postave, gladko obrit, pri delu je nosil črtaste platnene hlače, srajco in širok klobuk. Kot šaljivec je bil priljubljen v družbi, rad je tudi prerokoval iz kart in dlani.
V Kostanjah je zdaj njemu posvečen Muzej Drabosnjakov dom.

## Šusterjeva poetika
Andrej Šuster je bil bukovnik, to so bili v 18. in 19. stol. nešolani literarno delujoči ljudje. Bukovniške drame se zgledujejo po baročnem vzorcu verske ali duhovne drame, ki izhaja iz srednjeveških latinskih dialogih in latinski igri. Od 10. stol. dalje so namreč po cerkvah ob uprizarjali liturgične dramske dialoge ob Jezusovem rojstvu, trpljenju in vstajenju. Bukovniška besedila tako vsebujejo naslednje sestavine: apokrifne molitve in obredna besedila, nabožno in ljudsko pesem, splošno znane biblijske motive, razširjene s prirejevalčevimi posegi. Ohranila so se v obliki t. i. ljudske knjige, verskih iger, moralizirajočih in poučnih verzifikacij, mističnih spisov ipd.
Drabosnjak je pisal v bohoričici, v domačem narečju svojega rojstnega kraja, v katerem se mešata rožanska in ziljska govorica. Na začetku se je uveljavljal kot ljudski pesnik, v poznejših delih pa se približuje knjižnemu jeziku, kar posebno kaže njegov Marijin pasijon. Ta raznolikost je posledica dejstva, da njegova besedila niso rezultat povsem samostojnega ustvarjanja, ampak so nastajala v večji ali manjši odvisnosti od nemških in slovenskih predlog. Številne izposojenke iz nemščine so povsem naraven rezultat večstoletnega sožitja koroških Slovencev z nemškim narodom v isti deželi.
Drabosnjak je v besedilih, namenjenih odru, jezik približal sprejemniku. Da je bil v tem uspešen potrjuje odmevnost, ki so jo ta dela doživljala in jo doživljajo še danes. Najmanj je predeloval in spreminjal vzorce obrednega jezika. Pripisujejo mu tudi zasluge za vpliv na slovensko ljudsko gledališko kulturo na Koroškem, ki jo je Drabosnjak enakopravno pridružil nemški. Drabosnjak se je zavedal pomena dramskih besedil, njihove poučno-moralne nujne prisotnosti v krščanski vaški kulturi in se s tem približal razsvetljenskim prizadevanjem. Besedila je želel z zapisom in tiskom ohraniti, s tem pa opozarja, da se obdobje aktivnega kontinuiranega ustnega izročila končuje, ter da na nek način mineva tudi čas verskega in duhovnega gledališča.
V pesništvu je uporabljal predvsem preproste knittelverze.

## Vplivi na Šusterja
Kot bukovnik je napisal Unteršberg al bukeli od Matjaža inu od testah žounirjou kateri u Bolšpuergi pod Zamlo spo katere se je zgueduo vtam lete M. D. CCI. To delo je prevod iz nemške ljudske knjige o Frideriku Barbarossi.
Marijin pasijon je Šuster priredil po nemški predlogi Martina Cochema Das Grosse Leben Christi. Predgovor je verjetno izviren.
Iz nemškega jezika v koroško govorico je prav tako prevedel Pasijon ter Izgubljenega sina, katerega predloga pa še ni najdena.

## Predstavitev najpomembnejših del
Njegov pesniški, dramski in bukovniški opus je ohranjen deloma v tisku, deloma v rokopisnih avtografih in v številnih poznejših prepisih, ki so se širili po Koroškem. Največjo popularnost je Drabosnjak dosegel s svojimi prevodi oz. priredbami verskih iger: Pasijonska igra, Božična igra, Izgubljeni sin, Aman in Estera, Egiptovski Jožef in Bogati mož. To so primeri ljudske dramatike, ki so nastali pod vplivom nemških kmečkih iger v alpskih deželah.

### Zber petih različnih pesnitev
V tisku je izšlo najprej pet njegovih pesmi brez skupnega naslova inbrez letnice izida (pred 1811): Ena lepa celu nova latania od tah hudah žen, Očitna spued, Ena, ki naj pomaga, da človek ne pride v pekel, Pesem od napitah bratov, Rajmi od mlinarjev. To so parodije, moralna navodila in satire. V njih se Šuster posmehuje ženskam, pijancem, krčmarjem in mlinarjem ter parodično oponaša cerkvene molitvene obrazce. V njih in v pesnitvi Svovenji OBACE (= ABC) Šuster na humoren način prikazuje nezdrave plati družinskega in družbenega življenja.

### Marijin pasijon
Leta 1811 je natisnil prevod Cochemove nabožne povesti v prozi Marijin pasijon. To delo je edino ohranjeno Drabosnjakovo besedilo, ki so ga prebirali na Koroškem tiskanega in v rokopisnih prepisih vse do danes. Marijin pasijon je parafraza Kristusovega trpljenja, poudarjena pa je perspektiva Marijinega trpljenja, v katero je vpleten motiv Marijine in Jezusove ljubezni.

### Svovenji OBAC
Okoli 1818 je izdal Svovenji OBAC (abeseda). Gre za obširno poučno pesnitev z abecednim akrostihom, v kateri kritično prikazuje življenje kmetov in duhovnikov ter slabe socialne razmere na deželi. V tej pesnitvi prihaja do izraza Drabosnjakova vraževernost.

### Izgubljeni sin
Izgubljeni sin prikazuje sinovo razuzdano življenje v tujini. Nastopita tudi hudič in angel. Sin začuti domotožje po očetovi hiši, predvsem pa se kesa, ker je odšel in se na koncu tudi vrne. Znana biblijska motivika se prepleta še z realističnimi posvetnimi prizori v gostilniškem okolju, ki vsebujejo vlačugo, goljufijo in krajo. Osrednja snov v Izgubljenem sinu je torej svetopisemska prilika iz evangelija po Luku. Igra spominja na baročno oblikovano dramo (motiv domotožja po očetovi hiši oz. nebesih, hrepenenje po večnem in vrnitvi). Drabosnjak je Izgubljenega sina napisal v rožanskem govorjenem jeziku.

### Pastirska igra
Pastirska igra prikazuje angelsko oznanjenje Mariji, zapoved cesarja Avgusta, iskanje prenočišča, pastirce ob hlevčku, obisk treh kraljev, beg v Egipt, nastop neevangelijskega morilca ter na koncu tudi pomor nedožnih otrok. Biblijska zgodba je prepletena z vložki z vsakdanjo tematiko, znanimi iz božičnih koled. Nastopajo npr. potepuh, gostilničar, pastir, ki šiva, pastirji, ki pojejo itd. Prikazuje torej evangelijsko poročilo o Kristusovem rojstvu in poklonitvi treh kraljev. Je kot koledniški prizor, igran v božičnem času po hišah. To Šusterjevo besedilo se v celoti ne ujema z nobenim znanim nemškim besedilom, verjetno ga je priredil po svoje, tematsko razširil s prizori bega v Egipt in pokola nedolžnih otrok ter z napadom razbojnika na sveto družino, ko je bila na poti v Egipt.

### Pasijon ali Komedija od celiga grenkiga terplenja ino smerti Jezusa Kristusa našiga ljubiga Gospoda
Najobsežnejši je njegov Pasijon ali Komedija od celiga grenkiga terplenja ino smerti Jezusa Kristusa našiga ljubiga Gospoda, kjer je zasnova tridelna. Prvi del prikazuje Judeževo izdajstvo ter prizor pred Pilatom, ko naložijo Kristusu križ na rame, drugi del je križev pot in sprevod ljudi do bližnjega griča, tretji del pa prikazuje križanje na vrhu griča.

### Šusterjeva avtografa
- Anu žavostno ino vsmilenja vrie(dno) Djanje per tam roistv(i) Jesusa Krist(usa) 1814
- apokrifni molitvenik, v katerem so med drugim združeni avtografi 3 knjižic: Molitoune bukvice za sakidanje potriebe, Buqvice svetiga križa ali od Kristusoviga terplenja inu niegove svete smerti in Bukvice od Andreija Drabosnjaka

### Šusterjeva bukovniška besedila
- Prerokovanje od tega Ebekšuštarja (18. st.)
- Unteršberg al Bukeli od Marjaža (18. st.)
- Ena liepa historia od te liepe Magdalene in pa od ta Edelpetra v ani provinciji v Švajci (ok. 1885)

## Seznam del
pesnitve: 
- Svovenji OBAC (1818)
- Zber petih različnih pesnitev (pred 1818)

dramska dela:
- Pastirska igra (b. l.). ali Božična igra
- Pasijon ali Komedija od celiga grenkiga terplenja ino smerti Jezusa Kristusa našiga ljubiga Gospoda (1818)
- Komedija ali Igra od zgublaniga sina (1877)
- Marijin pasijon ali Pasion tu je popisvanie od terpleinia Jesusa Kristusa inu niegove shalostne matare Marie Deviza (1811)

## Prevod
Igra Izgubljeni sin je prevedena v francoščino; prevedla jo je Sidonija Jeras: Le Livre slovène, 1970.